# ملعب برج حمود
ملعب برج حمود البلدي هو ملعب متعدد الإستخدامات في مدينة بيروت في لبنان. يستخدم غالبًا لإستضافة مباريات كرة القدم في الدوري الممتاز والكأس، ويتسع لحوالي 8000 مشجع.